# Porsche 550 Rometsch Spyder
La Porsche Spyder Rometsch è un prototipo di automobile da corsa, costruito nel 1954.

## Storia

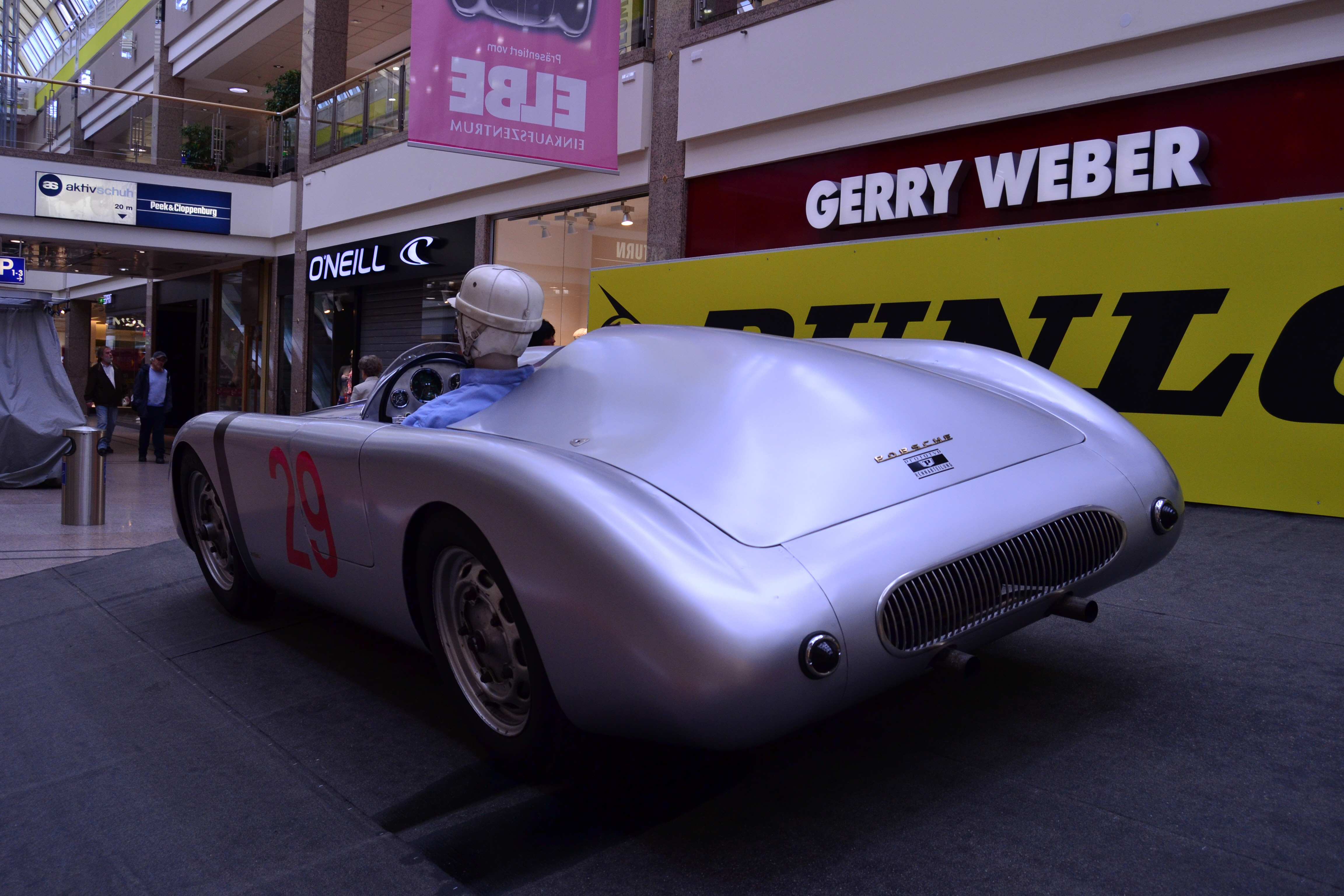
Vista posteriore

Nella Berlino dei primi anni cinquanta si era costituito il "Renngemeinschaft Berlin-Halensee" (in italiano "Squadra Corse Berlino-Halensee"), un consorzio autogestito di piloti automobilistici, con sede nel quartiere di Halensee, che partecipavano a varie gare, sostenuti finanziariamente dal mecenate tedesco Friedrich Wilhelm Weber.
Allo scopo di partecipare alle competizioni nella Germania Est, limitate alla cilindrata di 1.100 cm³, fu deciso di realizzare un prototipo "Sport", sfruttando la tecnologia che la Porsche stava studiando per il modello "550", affidando l'opera alla Carrozzeria Rometsch, su progetto del pilota e tecnico Bernhard Cappenberg e con la consulenza della Porsche.
Quest'ultima, in fase di sviluppo del modello "550", aveva accettato di buon grado l'occasione di sperimentare immediatamente sui campi di gara alcune soluzioni ideate, con piloti di buona esperienza, e senza mettere in gioco il nome della casa.

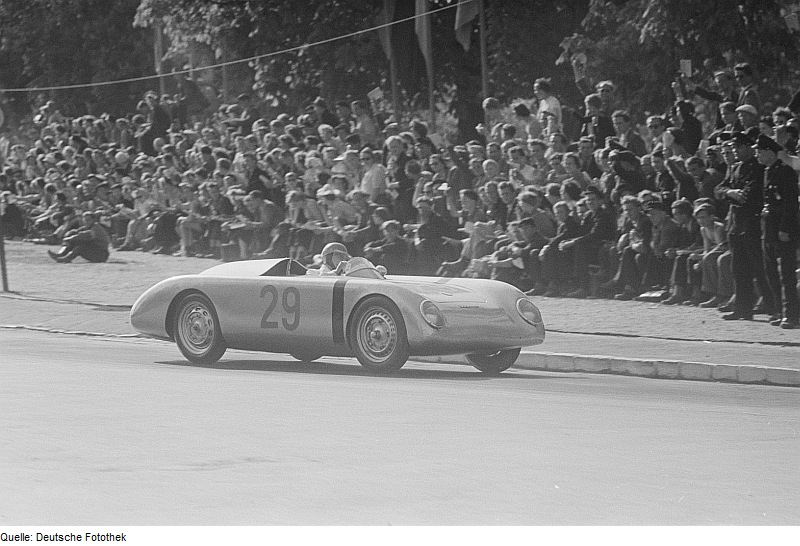
Helmut Niedermayr alla Stadtparkrennen

Realizzata su pianale della Volkswagen Maggiolino, la Porsche Spyder Rometsch era una leggerissima barchetta monoposto con carrozzeria in alluminio, dotata di motore quadricilindrico boxer Porsche di 1.100 cm³ che erogava 69 CV e consentiva una velocità massima variabile da 190 a 200 km/h, secondo il rapporto di trasmissione.
Il debutto in gara avvenne nello stesso 1954 allo Stadtparkrennen di Lipsia, dove fu condotta da Helmut Niedermayr. Nella seconda uscita, Harry Merkel conquistò la vittoria di classe, alle spalle della Veritas Meteor, nella "Sandbahnrennen" del 25 aprile 1954, svoltasi sul Circuito Krieau, nel Prater di Vienna.
In seguito alle sempre più severe restrizioni assunte per limitare la circolazione di persone e merci tra le due germanie, le gare nella Repubblica Democratica Tedesca furono abbandonate e la vettura venne dotata di un nuovo motore Porsche da 1.500 cm³.
Con questa più potente configurazione la Porsche Spyder Rometsch partecipò a parecchie gare sui circuiti tedeschi di Halle-Saale-Schleife, Rostock, Dresda, Sachsenring, Eifelrennen e Nürburgring.
Verso la fine degli anni '50, la carrozzeria fu trasformata in due posti, al fine di essere omologata per la circolazione stradale. Nel 2009, casualmente ritrovata in un deposito nei pressi di Hockenheim, la vettura è stata restaurata e inserita nel Prototyp Automuseum di Amburgo.